# Solin
Solin (latin och italienska: Salona, tyska: Salonä) är en stad i landsdelen Dalmatien i Kroatien 8 km nordost om Split, vid Adriatiska havet och floden Jadro.
Solin växte upp på samma plats som den antika staden Salona som var huvudstad i den romerska provinsen Dalmatia och födelseplats för kejsar Diocletianus. Efter att avarer och slaver kom på 600-talet förstördes staden och de som flydde därifrån flyttade till byar i och omkring Diocletianus palats i Spalatum (Split) och gjorde det till en befäst stad. Under tidig medeltid var Solin en del av det kroatiska territoriet och spelade en viktig roll i medeltidsstaten Kroatien och var en av dess huvudstäder.
Under 1900-talets intensiva industrialisering av Splitområdet blev Solin en förort till Split. Idag är det en självständig stad i storstadsområdet Split med väl utbyggda kommunikationer med andra städer. Förutom industrin har turismen utvecklats på senare tid, främst tack vare ett flertal arkeologiska fyndplatser och många stadsparker längs floden Jadro.

## Geografi
Solin ligger norr om Splithalvön omringad av bergen Kozjak i norr och Mosor i öster. Den antika staden Salona utvecklades nära Jadros mynning och den senare medeltida staden utvecklades på flera öar i floden, där dagens centrum idag ligger.
Staden täcker en yta av 18 km² i de centrala delarna av storstadsregionen Split, 8 km norr om Split, 6 km öster om Kaštela, 22 km öster om Trogir och 4 km söder om Klis. 
Staden har medelhavsklimat med milda vintrar och heta somrar. Under vintern kommer en stark nordostlig bora regelbundet.

## Historia
Under senantiken var Salona viktigt både politiskt och religiöst. Det var en tidig romersk bosättning som överskuggades när kejsar Diocletianus byggde sitt palats i närheten år 300.
Överlevande invånare från Salona flyttade till dagens Split efter avarernas reträtt, troligen i mitten av 600-talet. Kristendomen i Salona uppstod troligen under apostlarnas tid. Paulus uppger att hans elev Titus reste till Dalmatien . Stadens läge på den adriatiska kusten med utmärkta sjöförbindelser med Italien och Mellanöstern attraherade kristna budbärare.
Salona hade en välorganiserad kristen gemenskap med en biskop som ledare redan på 200-talet.
639 förstördes Salona av slaverna och kom under avarernas styre, vilket gjorde att tillbedjan av stadens martyrer flyttade till Rom när Johannes IV beordrade att delar av deras reliker skulle flyttas.